# Bombdåden i London 2005
Bombdåden i London 2005 var en serie bombattentat som inträffade den 7 juli 2005 och var riktade mot Londons kollektivtrafik. Strax före klockan nio (klockan 08:50) på morgonen detonerade bomber ombord på tre tåg i Londons tunnelbana och en timme senare (klockan 09:47) sprängdes en dubbeldäckare i centrala London. Attentaten inträffade mitt under det pågående G8-mötet i Gleneagles i Skottland och ett dygn efter det att London hade utsetts till värd för de Olympiska sommarspelen 2012.
56 personer dog under attentatet, varav 52 civila och 4 självmordsbombare. Omkring 700 personer skadades i attentaten, vilket gör det till det mest dödliga terrordådet i Storbritannien sedan Lockerbie 1988.

## Förlopp

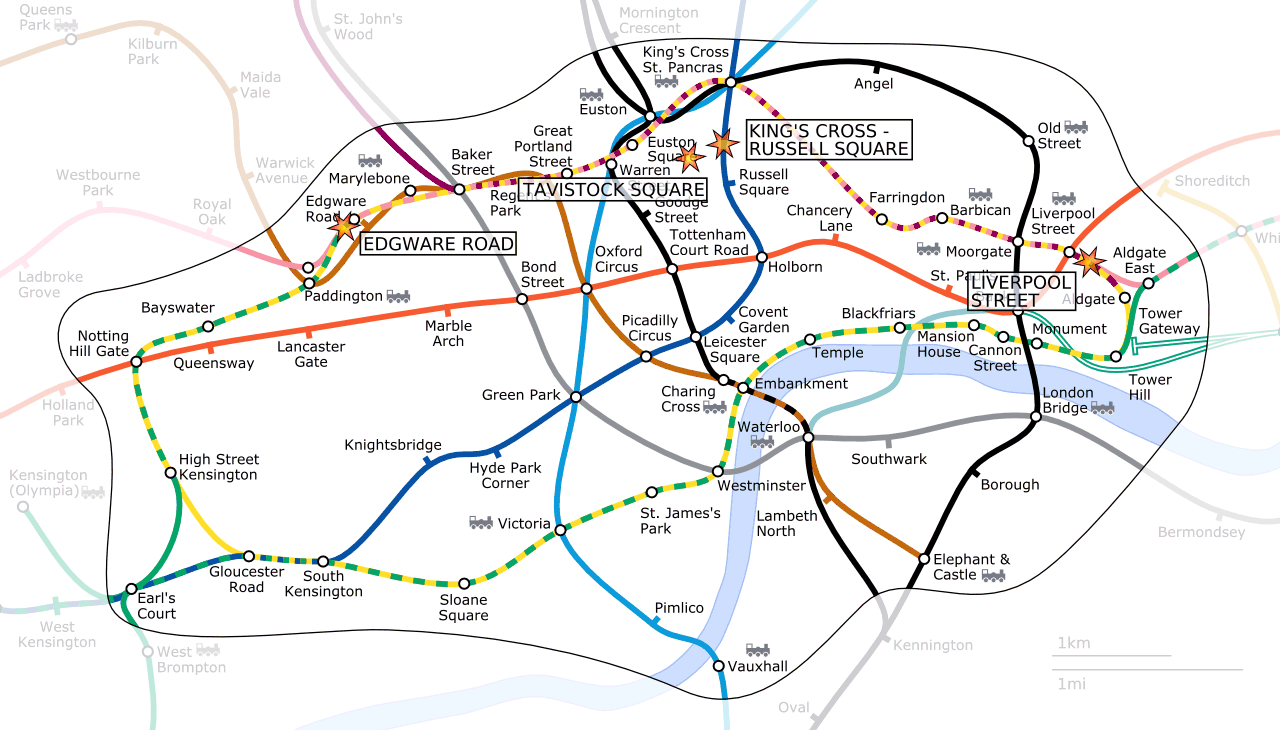
Bombplatserna i Londons tunnelbana.

- 04.00 — Självmordsbombarna Khan, Tanweer & Hussain lämnar staden Leeds i en hyrd bil.[1]
- 06.51 - 07.24 — De tre terroristerna möter upp den fjärde terroristen Lindsay och de tar tillsammans ett tåg till centrala London.
- 08:50 — Inom mindre än en minut exploderade tre bomber i Londons tunnelbana. Varje sprängladdning tros enligt den brittiska polisen ha vägt cirka 4,5 kg.
  - En bomb exploderade ombord ett tåg mellan stationerna Liverpool Street och Aldgate (Circle-linjen). Explosionen inträffade cirka 90 meter in i tunneln på den tredje vagnen i tåget.
  - En andra bomb exploderade ombord på ett tåg mellan stationerna King's Cross St. Pancras och Russell Square (Piccadilly-linjen). Explosionen inträffade på den första vagnen i tåget och orsakar stora skador på den omkringliggande tunneln.
  - En tredje bomb exploderade ombord på ett tåg mellan stationerna Edgware Road och Paddington (Circle-linjen). Explosionen förstörde en separationsvägg som rasade in på ett tåg på den andra sidan av plattformen.
- 09:47 — En bomb exploderade ombord på en dubbeldäckare som var på väg på linjen mellan Marble Arch och Hackney. Vid tidpunkten för explosionen befann sig bussen vid Tavistock Square och följde en planerad avvikning från den vanliga sträckan. Explosionen slet upp taket på övervåningen och förstörde de bakre delarna av bussen.

## Döda och sårade
| Plats                         | Antal döda                |
| ----------------------------- | ------------------------- |
| Aldgate / Liverpool Street    | 7 offer + 1 attentatsman  |
| King's Cross / Russell Square | 26 offer + 1 attentatsman |
| Edgware Road Station          | 6 offer + 1 attentatsman  |
| Buss vid Tavistock Square     | 13 offer + 1 attentatsman |

Den 7 juli 2006 kl. 13:00, svensk tid, hölls två minuters tystnad på några europeiska börser för att hedra offren.

## Gärningsmän och misstänkta
Attentatsmännen, Mohammad Sidique Khan, 30, Shehzad Tanweer, 22, Germaine Lindsay, 19, Hasib Mir Hussain, 18, hade alla levt relativt vanliga liv tills de utförde attentaten.
Misstankarna för dåden riktades initialt mot den islamistiska terrororganisationen al-Qaida. Många terroristexperter har pekat på likheter med bombdåden i Madrid 2004, där al-Qaida var inblandade.
Några timmar efter dåden dök en kommuniké upp på det islamistiska webbforumet Qal3ah. En grupp som kallade sig "Hemliga al-Qaida i Europa" sade sig ligga bakom dåden, som förklarades vara en hämnd för Storbritanniens närvaro i Irak. I brevet varnades även länder som Italien och Danmark för att de kan bli nästa mål om de inte drar tillbaka sina trupper.

## Utredning
Den 12 juli meddelade den brittiska polisen att man, efter att ha genomfört omfattande razzior i Leeds, West Yorkshire, gripit en person med misstänkt koppling till dåden. Man meddelade också att man i ett tidigt skede hade riktat sina blickar mot fyra unga män, av vilka tre är bosatta i Leeds, som reste till London på morgonen 7 juli. Bland de över 2 500 övervakningsvideoband som polisen har tagit i beslag har man hittat filmbevis på att de fyra männen träffades på stationen i King's Cross, strax innan explosionerna. Genom fynd av personliga tillhörigheter och id-kort nära de platser i tågen där bomberna detonerade drar polisen slutsatsen att tre av männen sannolikt dog i var och en av tunnelbanexplosionerna, den fjärde på bussen vid Tavistock Square. Vittnen från bussen har berättat om en man som uppträdde nervöst och flera gånger tittade ner i sin väska.
Den 14 juli uppgav den engelska tidningen The Times att polisen identifierat en femte person, den så kallade hjärnan bakom dåden, en man av pakistanskt ursprung i trettioårsåldern. Dagen därpå greps han i Kairo. Han kom dock senare att frias från misstankar.